# はしれ走
『はしれ走』（はしれかける）は、みやたけしによる日本の漫画。『週刊少年サンデー』（小学館）において、1981年20号から1984年27号にかけて連載された。全91話。
小学生による少年サッカーチームを通じ、運動音痴の主人公の成長と仲間たちとの友情を描く物語であり、その作風は「ハートウォーミング・サッカーストーリー」とも形容される。続編に、高校生に成長した主人公たちの活躍を描く『ストライカー列伝』（後述。以下『続編』と略）がある。

## あらすじ
主人公・山下 走は、不良中年の父とともに千葉県の九十九里浜に住む祖母の家へ転居してきた。引越荷物の中にあった古いサッカーボールをきっかけに、走はサッカーの魅力に取りつかれ、小学校の仲間たちとともに少年サッカーチーム「ウンたまズ」を結成。初の練習試合で強豪、戸成町サッカークラブと対戦する。素人揃いの上にチームワークも最悪だった一同だが、走が挙げた初得点を機に、次第にサッカーの面白さに目覚める。やがてウンたまズは全日本少年サッカーリーグ千葉県大会へ出場し、全国大会を目指して、数々の強豪チームとの試合を戦い抜いてゆく。

## 登場人物
主要人物である納内、望、高句、葦谷、夢雄、走の名の語呂合わせで「幼い望み高く明日に夢をかける」となり、これは作中の台詞でも語られている。

### ウンたまズ
走が自ら結成した少年サッカーチーム。走がウンチ（運動音痴）で球拾いばかりやらされていたことから「ウンたま」と仇名されており、彼が思いつきで言ったこのチーム名が、そのまま正式な登録名となった。
山下 走（やました かける）
主人公、小学5年生。お人好しで小心者だが、サッカーへの情熱は人一倍。走力だけは後述の葦谷以上だが、それ以外はまったくの運動音痴。それだけに何か起こるか予想のつかないプレイを見せる。一時は後述の高句の負傷を苦にサッカーを断念しかけるが、サッカーへの想いにより再起する。チームのキャプテンで、ポジションはリベロ、またはフルフルバック。当初の得意技は、どこに飛ぶかわからない、運動音痴ならではの「ウンたまシュート」。後に技術上達に伴いこのシュートが打てなくなり、最終的には新シュート「ビシバシシュート」を開発する。
続編ではサッカー王国とばれる静岡県の青南高等学校へ進学、1年生ながらキャプテンとなる。
小沢 望（おざわ のぞみ）
ミッドフィールダー、またはフルバック。走が引っ越してきて初めて出逢った少女。母子家庭であり、似た境遇の走と仲良くなる。当初は男勝りのプレイでウンたまズの貴重な戦力の1人だったが、女子だけに次第に男子一同の成長に遅れをとり、後にプレイを断念。マネージャーとして一同をサポートする。自分の周りの名前を見ている内に気付いた「幼い望み、高く明日に夢を駆ける」はメインキャラである「納内」「望」「高句」「葦谷」「夢雄」「走」を詩的に解釈し、走との合言葉となる（しかし、最後に和気内（わけない）が加わり、作者の作品に対する望みとは別に打ち切りに向かう自虐ネタとなっている）。
続編でも地元の久里浜高校でサッカー部のマネージャーを務め、一同のサポートを続けている。
葦谷 悟（あしたに さとる）
フォワード。学校一のスポーツマン。当初はほかのメンバーを信頼せずに個人プレイが目立った上、望に片思いしていたため、走にも反感を抱いていた。後にエースストライカーとして成長し、チームプレイもこなし、走のことも認め始める。喧嘩っ早い性格で、暴力沙汰のレッドカードで退場したこともある。
続編では北海道の十勝北高校へ進学、得点王として活躍する。
納内 海樹（おさない かいき）
ウイング。常に目を隠す長い前髪が特徴。体格も運動神経もさほどではないが、優れたサッカーセンスによりチームの次第に攻撃面の要、司令塔的存在となってゆく。
続編では全国レベルの強豪校、山梨県の韮前高校へ進学。
夢雄 譲（ゆめお ゆずる）
ミッドフィールダー、またはフォワード。後述する北向リトルズの監督の孫で、学校は走たちとは別。走たちと北向との初対決以来、何かと走たちの前に出没する。走が高句の負傷を苦に試合に一時欠場した際に代って出場し、そのままチームの一員となる。格好良さにこだわってばかりで、トラブルが多い。
続編では走・葦谷・納内以外のメンバーとともに、久里浜高校へ進学。
山下 正一（やました しょういち）
走の父。ギャンブル狂で、苦労をかけた妻を亡くし、千葉の母の家に転がり込んだ。望の母に一目惚れし、ウンたまズのコーチを買って出る。子供にまで不良中年と仇名されるほどだが、かつてはサッカー名門校・北向高等学校にサッカー奨学生として入学、1年生にしてセンターフォーワードを務めた伝説のエースストライカーであり、監督との衝突の末に自ら退部した過去を持つ。
続編では酒を断ち、青南高の監督に就任。

### ライバルたち
高知県の和気無以外は全日本少年サッカーリーグ千葉県大会の出場チームであり、ウンたまズも含めて「千葉5強」と呼ばれる。
高句 陽一郎（たかく よういちろう）
千葉の強豪、戸成町（となりまち）サッカークラブのキャプテン。サッカーの申し子と呼ばれるほどの天才プレイヤーで、非常に大きな声が特徴の熱血漢。サッカーリーグ千葉大会一次リーグで、走のキックを足首に受けてアキレス腱断裂の重傷を負うが、決勝リーグでの走たちとの再戦では負傷を押して出場し、チームを優勝に導いた。その後も良きライバルとして、走の前に立ち塞がり続ける。得意技はボレーシュート、ヒールクッキングなど。
続編では負傷を克服し、東京都の帝山高校に進学、同校サッカー部の秘密兵器として登場する。
板垣 ひろし（いたがき ひろし）
戸成町サッカークラブの一員。高句を信奉しており、彼が負傷で出場できなくなった後、穴を埋めようと奮闘。次第にチームの中心的存在へと成長してゆく。
続編では帝山高に進学、高句と共にグラウンドに立つ。
岩条 鶴太郎（がんじょう つるたろう）
前述の北向高校のリトルチーム、北向リトルズに所属。戸成町からゴールを奪った走たちに対抗心を燃やす。大きな頭でのヘディングが得意。
続編では静岡の清水中央高校へ進学。
大河内 次郎（おおこうち じろう）
ファイターズのゴールキーパー。巨体と俊敏性を併せ持ち、かつては高句をも苦戦させた。
続編では清水中央高に進学し、岩条とチームメイトとなる。
太下 文太（たいした もんた）
町はずれフットボールクラブのキャプテン。実力は高句に匹敵し、高句とは対照的に冷静な性格。秒刻みでの正確なパス回しを特徴とする「フォーカスト作戦」などで走たちを苦しめる。
続編では韮前高へ進学、納内と名コンビとなる。
和気無 修（わけない おさむ）
高知県宿毛市のサッカーチーム、宿毛ジャガーズに所属。沖の島在住。走以上の俊足の持ち主。対戦チームの女子プレイヤーに再起不能の重傷を負わせたことを苦にサッカーを断念していたが、走の喝で再起する。
続編では地元の沖の島高校へ進学。

## ストライカー列伝
『ストライカー列伝』（ストライカーれつでん）は、『週刊少年サンデー増刊号』（小学館）において、1984年5月号から1985年9月号まで連載された。全17話。
『はしれ走』の登場人物たちの第64回全国高等学校サッカー選手権大会（1986年）での活躍を描く作品であり、走とかつてのライバルたち、かつてのチームメイトでありながら他校に入学したために敵同士となった者たちとの対決が描かれた。最終回では同大会決勝戦において、走と高句の数年ぶりの対決が展開されたが、その結末は描かれないまま完結した。

### あらすじ（続編）
『はしれ走』の物語から数年後。かつて千葉で戦い合った仲間たち、ライバルたちは全国各地の高校に散らばっていた。走は静岡の青南高校に入学してサッカー部へ入部するが、同校はサッカーでは無名であり、先輩部員たちも皆、無気力であった。さらに監督となった父・正一が新入生の走をキャプテンに任命したことに先輩部員たちは反感を抱き、試合では走に不利なことばかり仕掛ける。それでも走は全国大会で仲間たちやライバルたちと再会するため孤軍奮闘。やがてそれに感化された先輩部員たちも一丸となり、青南高は数々の試合を勝ち抜いてゆく。

### 登場人物（続編）
影利 正孝（かげり まさたか）
青南高2年生、サッカー部員。優秀なプレイヤーでありながら情熱は今一つだったが、走に感化され、彼と2人での同時キックによる強烈回転のシュート「シザーズシュート」などで活躍する。過去の交通事故で目を傷めており、終盤ではそれが限界に達し、決勝戦を待たずしてグラウンドを去る。